# کوئنتین ریچاردسون
کوئنتین ریچاردسون (انگلیسی: Quentin Richardson؛ زادهٔ ۱۳ آوریل ۱۹۸۰) بازیکن بسکتبال اهل ایالات متحده آمریکا است.
از باشگاه‌هایی که در آن بازی کرده‌است می‌توان به میامی هیت، اورلندو مجیک، فینیکس سانز، لس آنجلس کلیپرز، و نیویورک نیکس اشاره کرد.
وی در مسابقات کشوری و بین‌المللی در مجموع برندهٔ ۱ مدال طلا شده‌است.